# Villa d'Almè
Villa d'Almè é uma comuna italiana da região da Lombardia, província de Bérgamo, com cerca de 6.591 habitantes. Estende-se por uma área de 6 km², tendo uma densidade populacional de 1099 hab/km². Faz fronteira com Almè, Almenno San Salvatore, Sedrina, Sorisole, Ubiale Clanezzo.
É o local de nascimento do pintor ítalo-brasileiro Aldo Locatelli.

## Demografia
| Variação demográfica do município entre 1861 e 2011                               |
|                                                                                   |
| Fonte: Istituto Nazionale di Statistica (ISTAT) - Elaboração gráfica da Wikipedia |